# 大牧温泉
大牧温泉（おおまきおんせん）は、富山県南砺市利賀村大牧にある温泉である。庄川の小牧ダム湖畔に旅館が建ち、船でしか行き来できないことで知られる。

## 泉質
個別に出典が提示されている箇所を除いた出典→
- ナトリウム・カルシウム - 塩化物・硫酸塩泉[1]
  - 源泉温度57.6℃
  - 湧出量は毎分304.0リットル（動力揚水）
  - pHは8.13
  - 溶存物質は4,025mg/kg

## 温泉宿
庄川上流にある小牧ダム湖岸に貼りつくかのように、一軒宿の「大牧温泉観光旅館」が存在する。交通手段が船のみであることから、正面玄関なども船着場側に存在する。
大牧温泉には、同源泉を引湯したかんぽの宿「越中庄川峡簡易保険保養センター」（利賀温泉）が上流側の利賀村下原に1984年10月25日より開設されていたが、2004年2月末で営業を終了した。現在は大牧温泉観光旅館のみである。
なお、温泉の一部はかつては新大牧温泉（現・庄川峡長崎温泉）にも引湯されていた。

## 歴史
開湯は1183年である。開湯伝説によれば、倶利伽羅峠の戦いで敗れた平家の落人が、この地で庄川のほとりから湧出する温泉を発見したという。
1930年に小牧ダムが完成した際に、源泉はダム湖に沈んだ。ダム建設に際して温泉宿は湖畔に移転し、源泉を引き湯して温泉を存続させた。このときに、道路の対岸側に旅館が整備されたが、ダムを渡る交通手段は船以外整備されず、今日まで至っている。ダムの建設により元の温泉がダム湖に沈んだ温泉には、他に日中温泉、鶴の湯温泉、入之波温泉、猿ヶ京温泉、大塩温泉などがある。
ダム完成後の1933年、温泉部門が分離独立して、大牧温泉株式会社が設立された。
一軒宿は1996年までは日本秘湯を守る会に属していたが、現在は加盟していない。

## アクセス

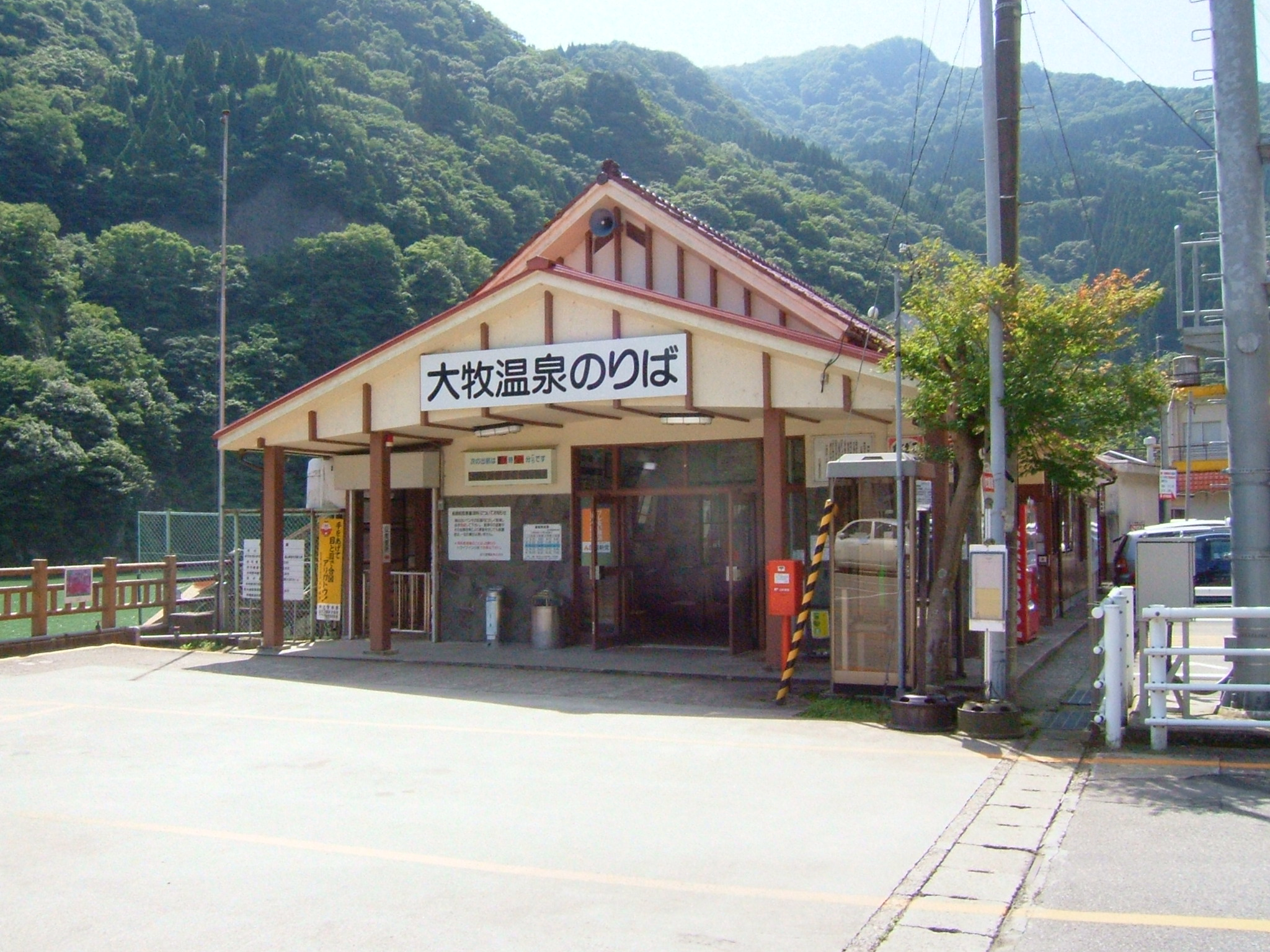
小牧ダムにある大牧温泉行きの遊覧船乗り場

ダム湖の小牧港から庄川峡遊覧船で約30分で、季節により1日3～4便。なお、遊覧船は温泉利用客以外は下船できない。
小牧ダムへは北陸新幹線・城端線の新高岡駅から国道156号を経由するバスで約1時間20分、その他自動車で約30分。
1970年代末頃の時点では陸路でも、国道156号から長崎大橋を渡ることで行くことが可能であった。

## 舞台となった作品
秘境の温泉宿という立地からサスペンスドラマの舞台としてロケーション撮影によく使われ、館内には出演俳優のサインが飾られている。

### 小説
- 島田雅彦の小説『未確認尾行物体』
- 辻真先のミステリー小説『ローカル線に紅い血が散る』